# Slatina, Kungota
Slatina je naselje v Občini Kungota.